# Arquebisbat de Detroit
L'arquebisbat de Detroit (anglès: Archdiocese of Detroit, llatí: Archidioecesis Detroitensis) és una seu metropolitana de l'Església Catòlica als Estats Units, que pertany a la regió eclesiàstica VI (OH, MI). Al 2013 tenia 1.549.000 batejats sobre una població de 4.660.000 habitants. Actualment està regida per l'arquebisbe Allen Henry Vigneron.
L'any 2000 l'arxidiòcesi acceptà responsabilitat pastoral sobre les illes Cayman, que consisteix en la parròquia de Sant Ignasi a Grand Cayman (l'arquebisbat de Kingston manté una jurisdicció missió sui iuris sobre les Illes Caiman).
Actualment dona servei a una gran congregació hispànica.

## Territori
L'arxidiòcesi s'estén sobre un territori de 10.106  km² i comprèn sis comtats de la part sud-oriental de l'estat de Michigan als Estats Units: Lapeer, Macomb, Monroe, Oakland, St. Clair i Wayne.
La seu és la ciutat de Detroit, on es troba la catedral del Santíssim Sagrament. A Royal Oak es troba el Santuari Nacional de la Petita Flor (National Shrine of the Little Flower). El territori està dividit en 260 parròquies, reagrupats en quatre regions pastorals (Centre, Nord-est, Nord-oest i Sud), cadascun compost per quatre vicariats.

### Província eclesiàstica

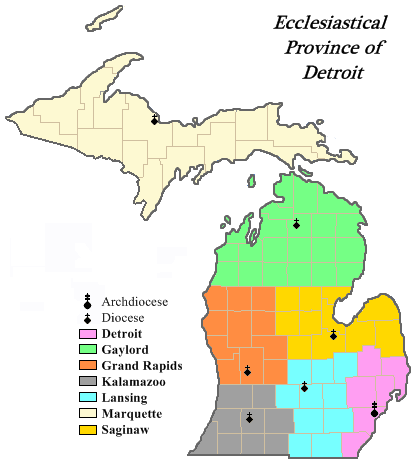
Província eclesiàstica de Detroit

La província eclesiàstica de Detroit, instituïda el 1937, s'estén íntegrament sobre l'estat de Michigan, i comprèn les següents diòcesis sufragànies: 
- bisbat de Gaylord,
- bisbat de Grand Rapids,
- bisbat de Kalamazoo,
- bisbat de Lansing,
- bisbat de Marquette,
- bisbat de Saginaw.

### La catedral
La catedral del Santíssim Sagrament servei com a església mare des de 1938. Les catedrals anteriors van ser:
- Ste. Anne de Detroit, de 1833 a 1848;[8]
- Sts. Peter and Paul Church, de 1848 a 1877;[9]
- St. Patrick's Church, de 1877 a 1938.[10]

## Història

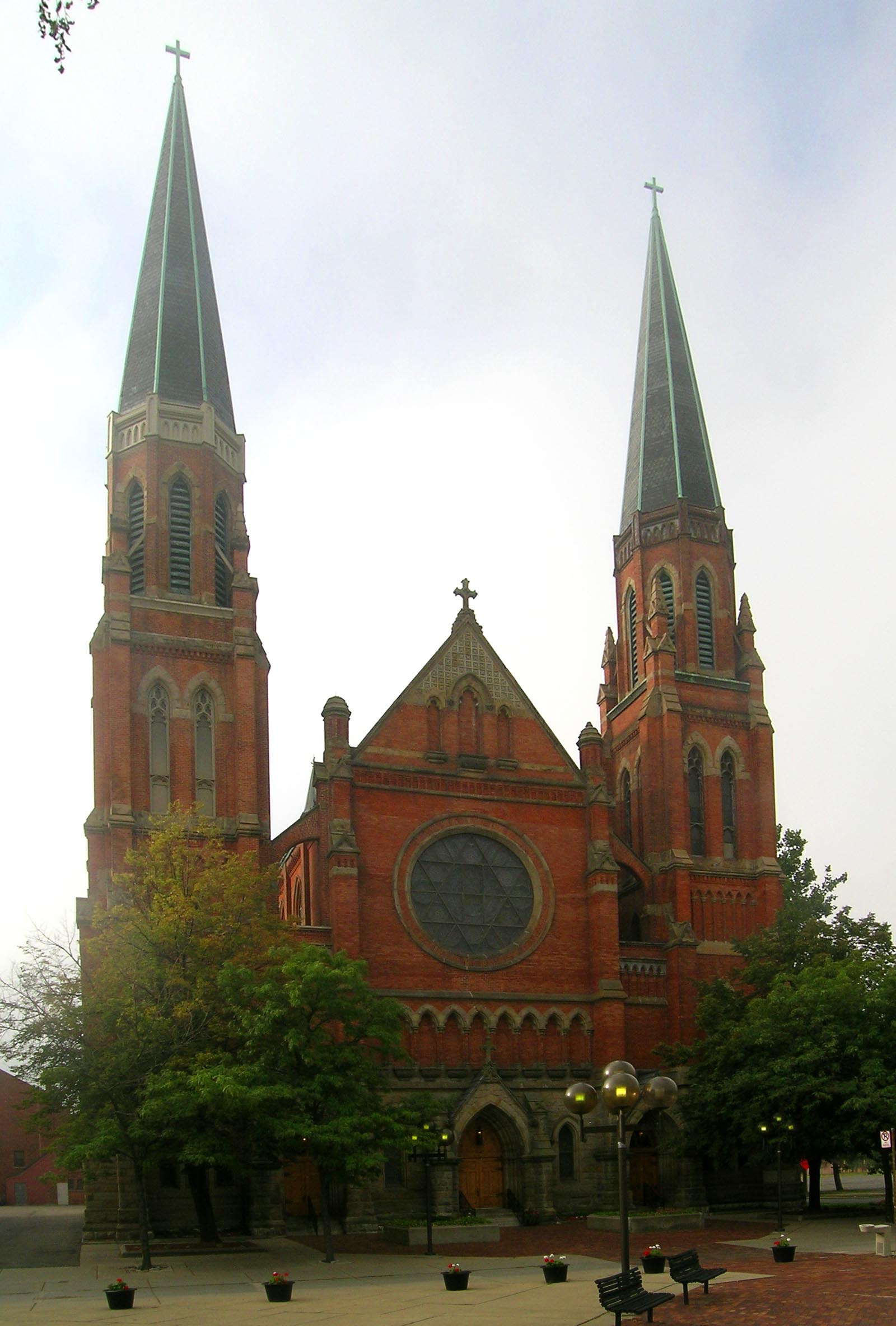
Ste. Anne de Détroit, fundada el 1701, és la segona església catòlica més antiga que encara opera als Estats Units. El temple actual va ser completat el 1887

Abans que es formés la diòcesi de Detroit, Michigan havia estat sota la jurisdicció eclesiàstica de la diòcesi de Quebec des de 1701 fins a algun moment després de 1796; de facto la sobirania nord-americana es va establir aquell any. En aquells moments, la diòcesi de Baltimore abastava la totalitat dels Estats Units. Després de la creació de les seus diocesanes de Bardstown (1808) i més tard, de Cincinnati (1821), Detroit i Michigan van ser assignades a aquestes seus.
El Papa Gregori XVI va formar la diòcesi de Detroit el 8 març de 1833, i nomenat Frederick Resecom com el seu primer bisbe. En aquell moment cobria Michigan, Wisconsin, Minnesota i Dakota fins al riu Missouri. En 1843, tot el territori de la diòcesi no incorporada a l'Estat de Michigan va ser traslladat a la diòcesi de Milwaukee.
El 29 de juliol de 1853, el Papa Pius IX va formar el Vicariat apostòlic del Michigan superior, amb la responsabilitat de la península superior. El territori de la diòcesi es reduiria encara més a la seva grandària actual de l'organització de les diòcesis de Grand Rapids (1882), Lansing (1937), i poc després de la seu va ser elevada a la categoria d'una diòcesi, Saginaw (1938).
El fill d'immigrants polonesos de Prússia, Rev. John A. Lemke, nascut a Detroit el 10 de febrer de 1866, va ser el primer sacerdot catòlic per naixement de descendència polonesa en ser ordenat als Estats Units. Va ser batejat a l'església de Santa Maria (1843), a la cantonada de St. Antoine i Croghan (Monroe Street), el 18 de febrer de 1866, va assistir a St. Albertus per a la seva educació primària, i va estudiar a Detroit College (ara la Universitat de Detroit Mercy), on va rebre una llicenciatura en 1884. Després d'assistir a Santa Maria a Baltimore, va completar els seus estudis teològics en el Seminari de Sant Francesc a Monroe, Michigan, i va ser ordenat pel bisbe Samuel John Foley en 1889. el seu nom va ser afegit confirmació Aloysius.
El gener de 1989, el cardenal Edmund Szoka va implementar un controvertit pla per tancar 30 esglésies dins de la ciutat de Detroit. També va ordenar a altres 25 parròquies que milloressin la seva situació o també serien tancades. El pla va ser resultat d'un estudi de cinc anys on s'analitzaren els costos de manteniment, disponibilitat cura, ingressos de la parròquia i de membres abans de recomanar el tancament de 43 parròquies.
L'Associació d'Arxius de Dades Religiosos indicà una pertinença catòlica a l'arxidiòcesi de 907.605.
El 5 de maig de 2011, l'arquebisbe Allen Vigneron va anunciar que el Papa Benet XVI havia aprovat la sol·licitud de nomenar Santa Anna com a patrona de Detroit. El decret papal va declarar que Santa Anna ha estat patrona de la ciutat des de temps immemorials.
El 21 de febrer de 2012, Vigneron va anunciar un segon pla per consolidar les esglésies per fer front a la disminució de l'adhesió i la disponibilitat del clergat dins de la diòcesi. Sota el pla, dues parròquies es tancarien el 2012 i altres seixanta havien de consolidar-se en vint-i-ú a final de 2013. A sis parròquies addicionals se'ls va demanar que presentessin un pla viable per pagar el deute o fusionar-se amb altres esglésies i els restants 214 parròquies de l'arxidiòcesi se'ls va demanar que presentin plans a finals de 2012, per compartir recursos o fusionar.

## Cronologia episcopal

Escut de l'arxidiòcesi

### Ordinaris
- Frederick Rese (1833–1871)
- Caspar Borgess (1871–1887)
- John Samuel Foley (1888–1918)
- Michael Gallagher (18 de juliol de 1918 – 20 de gener de 1937)
- Edward Aloysius Mooney (31 de maig de 1937 – 25 d'octubre de 1958)
- John Francis Dearden (18 de desembre de 1958 – 15 de juliol de 1980)
- Edmund Casimir Szoka (21 de març de 1981 – 28 d'abril de 1990)
- Adam Joseph Maida (12 de juny de 1990 – 5 de gener de 2009)[17]
- Allen Henry Vigneron (des del 28 gener 2009)[18]

### Bisbes coadjutors (que no esdevingueren bisbes diocesans)
- Peter Paul Lefevere (1841–1869)

### Bisbes auxiliars
- Michael J. Byrnes[19]
- Donald Hanchon[19]
- Arturo Cepeda[19]

### Bisbes auxiliars (emèrits)
- Thomas Gumbleton
- Francis R. Reiss
- Walter A. Hurley

### Bisbes auxiliars (traspassats)
- Henry Edmund Donnelly (1954-1967)
- Walter Joseph Schoenherr (1968-1995)
- Arthur Henry Krawczak (1973-1982)
- Moses B. Anderson (1982-2003)

## Escoles

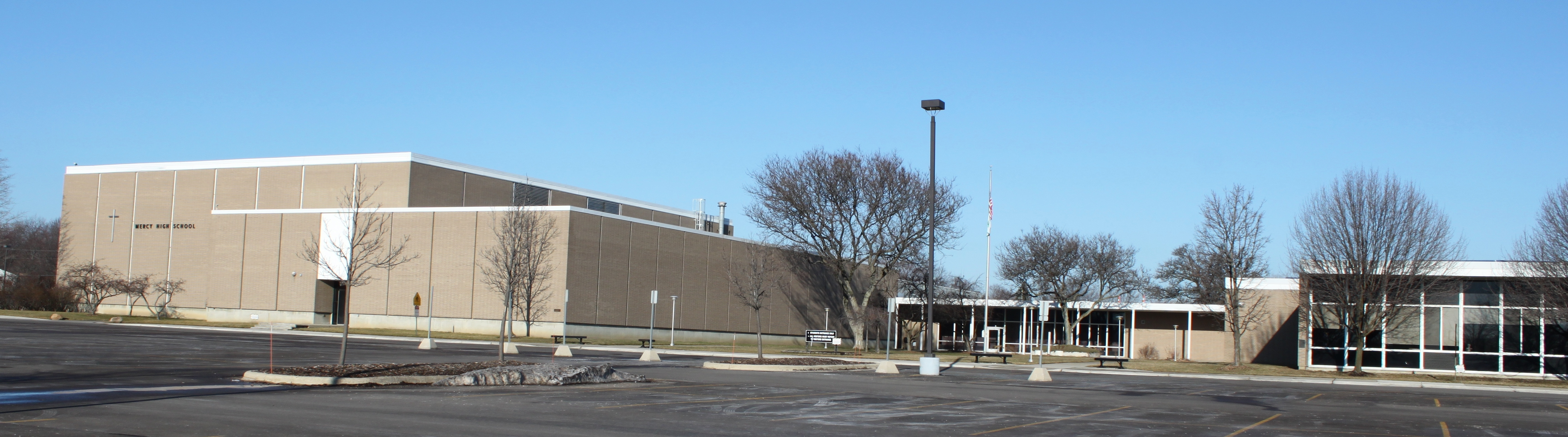
Mercy High School a Farmington Hills

Al 2013, l'arquebisbat de Detroit tenia 96 escoles amb 30.000 alumnes. A partir del 2013 hi ha quatre escoles primàries catòliques i tres escoles secundàries catòliques a la ciutat de Detroit, totes elles en el costat oest de la ciutat.
Al curs 1964-1965, hi havia 360 escoles administrades per la diòcesi, amb prop de 110 escoles primàries a Detroit, Hamtramck i Highland Park i 55 escoles secundàries en aquestes tres ciutats. Hi va haver un total de 203.000 estudiants a les escoles catòliques. La població escolar catòlica ha disminuït a causa de l'augment de les escoles autònomes, l'augment de la matrícula a les escoles catòliques, el petit nombre de catòlics afroamericans, els blancs catòlics en moviment als suburbis, i la disminució del nombre de monges que ensenyen.

### Universitats
- Madonna University
- Marygrove College
- Sacred Heart Major Seminary
- University of Detroit Mercy

## Estadístiques
A finals del 2013, la diòcesi tenia 1.549.000 batejats sobre una població de 4.660.000 persones, equivalent al 33,2% del total.
| any  | població  | població  | població | sacerdots | sacerdots       | sacerdots       | sacerdots             | diaques | religiosos | religiosos | parròquies |
| ---- | --------- | --------- | -------- | --------- | --------------- | --------------- | --------------------- | ------- | ---------- | ---------- | ---------- |
| any  | batejats  | total     | %        | total     | clergat secular | clergat regular | batejats por sacerdot | diaques | homes      | dones      |            |
| 1950 | 900.000   | 3.113.503 | 28,9     | 873       | 588             | 285             | 1.030                 |         | 365        | 3.608      | 236        |
| 1966 | 1.510.000 | 4.850.000 | 31,1     | 1.343     | 823             | 520             | 1.124                 |         | 714        | 4.590      | 347        |
| 1968 | 1.598.417 | 4.958.000 | 32,2     | 1.373     | 763             | 610             | 1.164                 |         | 827        | 4.405      | 345        |
| 1976 | 1.509.277 | 4.527.830 | 33,3     | 1.004     | 644             | 360             | 1.503                 | 54      | 511        | 3.151      | 339        |
| 1980 | 1.190.042 | 4.425.800 | 26,9     | 989       | 614             | 375             | 1.203                 | 93      | 561        | 3.050      | 344        |
| 1990 | 1.494.000 | 4.238.900 | 35,2     | 820       | 520             | 300             | 1.821                 | 156     | 461        | 2.159      | 308        |
| 1999 | 1.453.756 | 4.266.650 | 34,1     | 803       | 495             | 308             | 1.810                 | 147     | 107        | 1.890      | 306        |
| 2000 | 1.443.651 | 4.266.654 | 33,8     | 896       | 561             | 335             | 1.611                 | 147     | 479        | 1.909      | 313        |
| 2001 | 1.443.651 | 4.266.651 | 33,8     | 781       | 487             | 294             | 1.848                 | 146     | 433        | 1.900      | 308        |
| 2002 | 1.465.918 | 4.441.551 | 33,0     | 781       | 481             | 300             | 1.876                 | 147     | 430        | 1.911      | 310        |
| 2003 | 1.432.734 | 4.441.551 | 32,3     | 813       | 474             | 339             | 1.762                 | 145     | 469        | 1.871      | 310        |
| 2004 | 1.481.866 | 4.441.551 | 33,4     | 738       | 505             | 233             | 2.007                 | 152     | 359        | 1.897      | 309        |
| 2006 | 1.469.000 | 4.523.000 | 32,5     | 694       | 477             | 217             | 2.116                 | 159     | 314        | 1.713      | 303        |
| 2013 | 1.549.000 | 4.660.000 | 33,2     | 542       | 348             | 194             | 2.857                 | 197     | 294        | 858        | 260        |